# Psychotria lozadae
Psychotria lozadae là một loài thực vật có hoa trong họ Thiến thảo. Loài này được Borhidi & Lorea-Hern. mô tả khoa học đầu tiên năm 2008.